# Weihnachtsgans

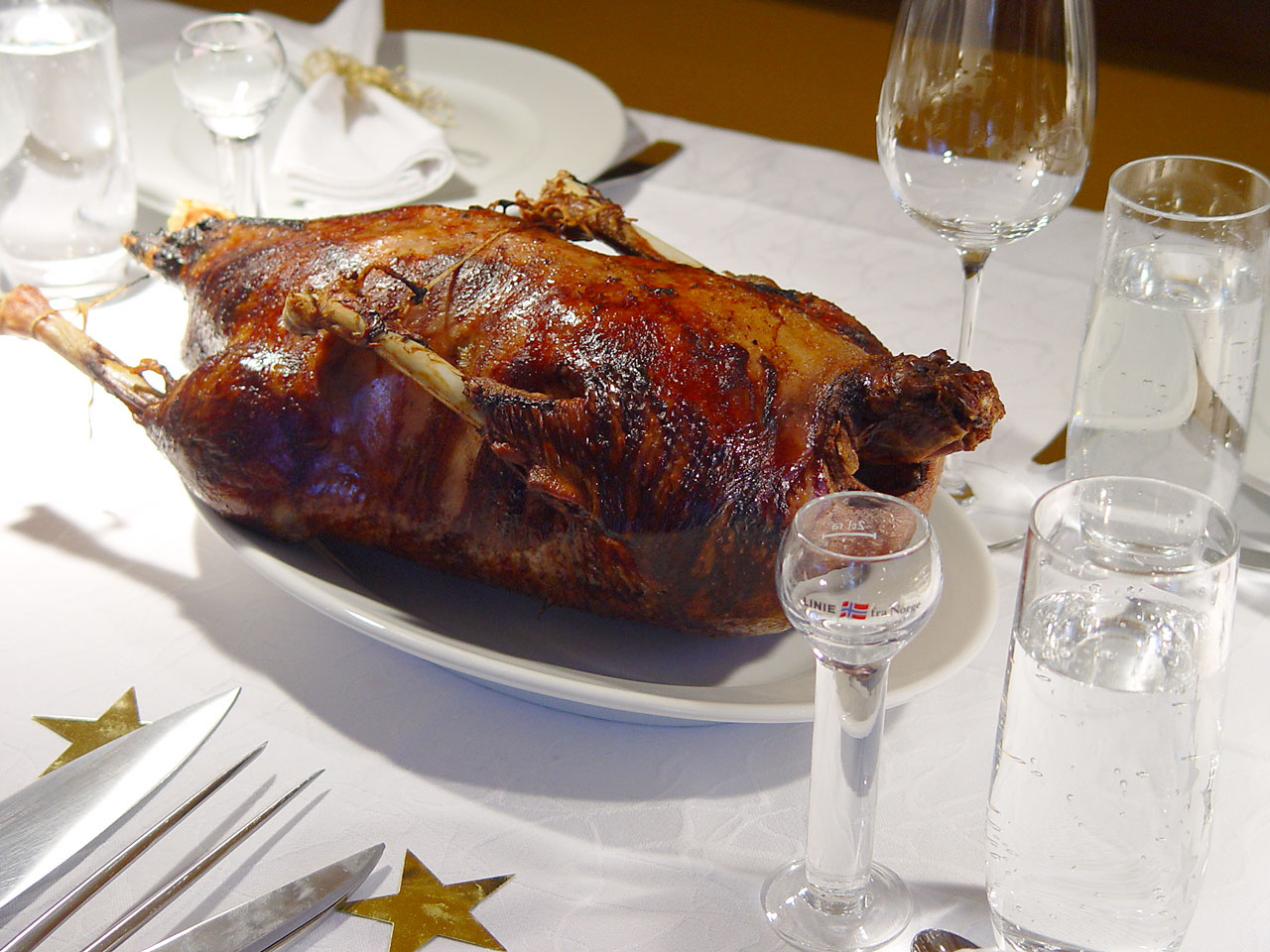
Weihnachtsgans

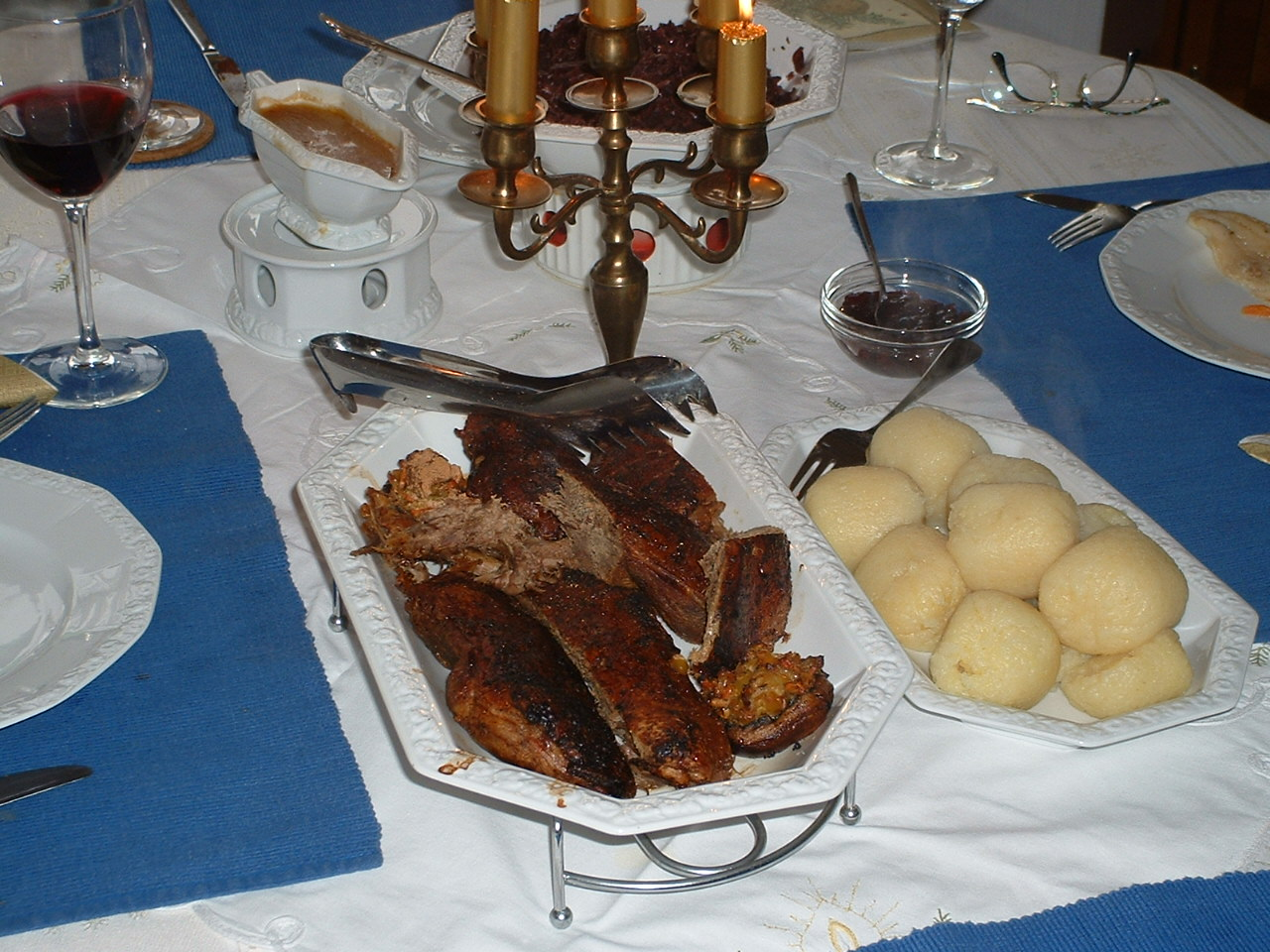
Gans mit Klößen, Rotkohl und Sauce

Die Weihnachtsgans ist ein Festtagsessen, das im deutschsprachigen Raum traditionell zu Weihnachten serviert wird.

## Ursprung
Der Ursprung dieses Gänsebratens geht auf die Martinsgans zurück, die oft am Gedenktag des hl. Martin, noch vor Beginn des Advents gegessen wurde. Der Advent hatte früher den Charakter einer Fastenzeit. Mit der Christmette endete diese, und so wurde eine Gans als Festtagsbraten zubereitet.
Ursprünglich wurde der Gänsebraten im Mittelalter neben dem Martinstag auch zu Michaelis am 29. September gegessen. Das traditionelle Weihnachtsessen war seit dem Mittelalter das „Mettenmahl“ oder die „Mettensau“. Dieses Festtagsessen war ein Schweinebraten, der am 25. Dezember verspeist wurde. Die einfachen Leute und Bauern konnten sich als Festspeise nur Blut- und Leberwürste leisten, die „Mettenwürste“, „Weihnachtssau“ oder „Weihnachter“ genannt wurden. Ein Teil dieses Essens wurde zusammen mit Gebild- und Kletzenbroten für die im Vorjahr Verstorbenen aufgehoben und den Armen geschenkt. Mit wachsendem Wohlstand während der Industrialisierung wurde schließlich das „Mettenmahl“ von dem weitaus festlicheren Gänsebraten abgelöst, dennoch werden bis in die Gegenwart traditionell in vielen Familien Würste oder Schweinebraten als Weihnachtsessen verspeist.

## Legenden
Zum Ursprung der Weihnachtsgans existieren mehrere Legenden:
- Beim Angriff der Senonen auf die Stadt Rom im Jahr 390 v. Chr. sollen die Gänse der Stadt Alarm geschlagen haben, sodass Marcus Manlius Capitolinus die nötigen Verteidigungsmaßnahmen einleiten konnte. Seither genossen die Gänse bei den Römern besondere Verehrung (Heilige Gänse der Juno). So fiel, als die frühen Christen eine symbolische Verehrung in Form einer Speise für das Gotteskind gesucht haben, die Wahl sofort auf die Gans.[2]
- Weiß ist die Farbe der Unschuld und der Reinheit. Da das Christuskind das Symbol für diese Tugenden ist, wurde das Gänseessen von den ersten Christen ca. 400 n. Chr. in Rom  eingeführt. Später durften auch andere Tiere mit weißem Federkleid oder weißem Fleisch verzehrt werden.
- Einflussreichen Feinschmeckern soll der triste Weihnachtskarpfen zu wenig festlich erschienen sein. Deshalb wurde darauf hingewirkt, dass Gänse wegen ihrer Affinität zu Wasser im Sinne der Gebote als Fische zu gelten hätten. Da Fische in der Fastenzeit zu den erlaubten Speisen gehörten, wurde im Mittelalter der Begriff Fisch sehr großzügig ausgelegt. So wurden nicht nur Muscheln, Krebse und Wale als Fische bezeichnet, sondern auch andere Tierarten, die ihren Lebensraum an Gewässer angepasst haben. Darunter fielen beispielsweise Enten, Papageientaucher, Biber und eben Gänse. Diese umstrittenen Auslegungen wurden aber schon zu jener Zeit bezweifelt. Beispielsweise stellte Kaiser Friedrich II. in Frage, ob man Weißwangengänse als Fische bezeichnen könne. Nach damaliger Vorstellung wuchsen Fische in Muscheln heran, und Friedrich II. bezweifelte, dass diese Gänseart, die sich erst im Herbst an der Küste Nordeuropas einfindet und deren Brutverhalten deshalb nicht beobachtet werden konnte, wie Fische aufwuchsen und man sie deshalb auch so nennen könne.[3][4]
- 1588 soll die englische Königin Elisabeth I. zur Weihnachtszeit gerade eine Gans verspeist haben, als die Nachricht eintraf, dass die spanische Armada bezwungen worden sei. Aus Freude über diesen Sieg und als Zeichen eines guten Omens soll sie daraufhin die Gans zum Weihnachtsbraten erklärt haben. Der Brauch soll sich dann auch auf dem europäischen Kontinent ausgebreitet haben. Heutzutage ist der traditionelle Weihnachtsbraten in Großbritannien nicht mehr die Gans, sondern der Truthahn.

## Zubereitung
Meist wird die Gans mit Äpfeln, Kastanien, Zwiebeln oder Trockenpflaumen gefüllt. Typische Gewürze für den Gänsebraten sind neben Salz und Pfeffer vor allem Beifuß und Majoran. Traditionelle Beilagen sind Rotkohl oder Grünkohl, Klöße und eine gebundene Sauce aus dem Bratensaft. Gänsebraten auf Elsässer Art wird mit Bratwurstfüllung und Sauerkraut serviert. Die Beilagen der schwedischen Martinsgans sind Rosenkohl und Apfelmus.
Eines der ältesten Rezepte für einen festlichen Gänsebraten stammt aus dem Kochbuch daz buch von guter spîse (um 1350):
| Diz ist ein guot fuelle. Stoz ein gans an einen spiz vnd suet daz gekroese, nim vier eyer gesoten herte vnd nim dor zvo eine brosmen schoenes brotes vnd kuemel dar zvo vnd ein wenic pfeffers vnd saffrans, vnd nim dri gesoten huones lebern. Mals zvo sammene mit ezzige vnd mit huener sode, zvo mazzen sur, vnd schele zwiboln vnd snide sie duenne vnd tuo sie denne in einen hafen, tuo dor zvo smaltz oder wazzer vnd laz sie sieden, daz sie weich werden. vnd nim denne sur epfele, snit die kern her vz. als die zwiboln gar sin gesoten, wirf die epfele dar zvo, daz ez weich belibe, vnd tuo denne daz gemalne vnd die epfele vnd die zwiboln alle in ein phannen, vnd als die gans gebraten ist, so zvo lide sie, lege sie in ein schoen vaz vnd guez daz condimente dar veber vnd gib sie hin. | Dies ist eine gute Füllung Steck eine Gans an einen Spieß und koch das Gekröse. Nimm vier Eier, hartgekocht und gib Krumen von hellem Brot und Kümmel dazu und ein wenig Pfeffer und Safran, und nimm drei gekochte Hühnerlebern. Verrühre sie mit Essig und Hühnerbrühe, aber nicht zu sauer, und schäle Zwiebeln und schneide sie dünn und tu sie dann in einen Topf, tu dazu Schmalz oder Wasser und lass sie sieden, damit sie weich werden. Und nimm saure Äpfel, schneide die Kerne heraus. Wenn die Zwiebeln gar sind gib die Äpfel dazu, dass sie weich werden, und gib das Gemisch und die Äpfel und die Zwiebeln in eine Pfanne und wenn die Gans gebraten ist, so zerlege sie, lege sie in ein schönes Gefäß und gieße die Sauce darüber und servier es. |